# Vesperus sanzi
Vesperus sanzi is een keversoort uit de familie Vesperidae. De wetenschappelijke naam van de soort werd in 1895 gepubliceerd door Edmund Reitter.